# Columbus (Montana)
Columbus is een plaats (town) in de Amerikaanse staat Montana, en valt bestuurlijk gezien onder Stillwater County.

## Demografie
Bij de volkstelling in 2000 werd het aantal inwoners vastgesteld op 1748.
In 2006 is het aantal inwoners door het United States Census Bureau geschat op 1931, een stijging van 183 (10.5%).

## Geografie
Volgens het United States Census Bureau beslaat de plaats een oppervlakte van
3,2 km², waarvan 3,1 km² land en 0,1 km² water.

## Plaatsen in de nabije omgeving
De onderstaande figuur toont nabijgelegen plaatsen in een straal van 36 km rond Columbus.